# Весёлое (Криворожский район)
Весёлое (укр. Веселе) — село,
Весёловский сельский совет,
Криворожский район,
Днепропетровская область,
Украина.
Код КОАТУУ — 1221881201. Население по переписи 2001 года составляло 941 человек.
Является административным центром Веселовского сельского совета, в который, кроме того, входят сёла
Бурлацкое,
Львов,
Новая Заря.
Новый Шлях и
Новомарьяновское.

## Географическое положение
Село Весёлое находится на левом берегу Южного водохранилища,
выше по течению примыкает село Новый Шлях,
ниже по течению на расстоянии в 1,5 км расположено село Новая Заря.
По селу протекает пересыхающий ручей с запрудой.

## История
- 1922 — дата основания.
- В связи со строительством Каховского водохранилища и канала Днепр — Кривой Рог в село Весёлое в 1960 году переселились жители сёл Анновки, Карповки и Красного Ручья.

## Объекты социальной сферы
- Школа.
- Детский сад.
- Больница.

## Достопримечательности
- Братская могила советских воинов.